# Симон Валер
Симон Валер (на френски: Simone Valère) е френска актриса, която участва в повече от четиридесет филма през активните и години 1941 г.-1993 г. 

## Биография
Симон Джени Гондолф е родена на 2 август 1923 г. в Париж, Франция. Родителите ѝ се развеждат и тя прекарва голяма част от младежките си години с леля си, г-жа Лафрен (сестра на баща ѝ).
Първата си роля в киното Симон получава на 17-годишна възраст. Тя започва в театър „Хебертот“ през 1942 г., в един сюжет, озаглавен „Меле Боурат“ и история която се развива в едно село, наречено „Валер“. Това става нейният псевдоним.
Симон Валер умира в старчески дом на 11 ноември 2010 г. в Роанвил.

## Избрана филмография
| Година | Филм                   | Оригинално заглавие           | Роля                              | Режисьор        |
| ------ | ---------------------- | ----------------------------- | --------------------------------- | --------------- |
| 1943   | Пътникът от Тусен      | Le Voyageur de la Toussaint   | Алис Лепарт                       | Луи Дакен       |
| 1946   | Отмъщението на Роджър  | La revanche de Roger la Honte | Сюзан Ларок                       | Андре Каят      |
| 1949   | Манон                  | Manon                         | Изе, прислужницата                | Анри-Жорж Клузо |
| 1950   | Красавицата и Дяволът  | La Beauté du diable           | Принцесата                        | Рене Клер       |
| 1951   | Моята жена е Огромното | Ma femme est formidable       | Маргерит Ривал, съпруга на Гастон | Андре Юнебел    |
| 1955   | Големите маневри       | Les Grandes Manœuvres         | Жизел Моне                        | Рене Клер       |
| 1972   | Убийството на Троцки   | The Assassination of Trotsky  | Маргерит Росмер                   | Джоузеф Лоузи   |
| 1972   | Ченге                  | Un flic                       | Жената на Пол                     | Жан-Пиер Мелвил |